# 委內瑞拉海岸山脈
委內瑞拉海岸山脈（西班牙語：Cordillera de la Costa），又称委内瑞拉加勒比山系，是委内瑞拉的一个山脉系统，也是委内瑞拉八个自然区之一，沿委内瑞拉北部海岸的中部和东部延伸。该山脉是安第斯山脉的东北延伸，也被称为海上安第斯山脉。它的面积约为48,866 km2，是委内瑞拉第四大自然区。
北面是加勒比海，屬於安第斯山脈的一部分，最高點海拔高度2,765米，是瓜伊雷河的發源地，山體由火成岩和變質岩組成。

## 地理
海岸山脉由两条平行的山脉组成，沿着加勒比海海岸呈东西走向。科赫德斯河将海岸山脉的西端与东南方的梅里達山脈分隔开来。科德拉角和庫馬納之间的宽阔海湾将海岸山脉分为东西两部分。

### 濱海山脈—內陸山脈
在山脈的東段，平行山脈被稱為沿著加勒比海海岸延伸的塞拉尼亞德爾濱海山脈和南部的內陸山脈。這兩座山脈之間的山谷，包括巴倫西亞湖、大都會卡拉卡斯的山谷及其東端的圖伊河，是委內瑞拉人口最稠密的地區。
首都區位於濱海山脈兩條支流之間的山谷：北部是委內瑞拉海岸中部山脈的埃爾阿維拉山 Cerro El Ávila（山峰）和埃爾阿維拉國家公園，南部是較小的山丘。

## 生態區域
山脈的低海拔地區大部分被荒漠和干燥疏灌丛生物群系的拉科斯塔乾燥灌木區生態區域覆蓋。阿拉亞和帕里亞旱灌叢佔據阿拉亞和帕里亞半島的乾燥地區，但帕里亞半島的山區除外，這些地區屬於拉科斯塔旱灌叢生態區。阿拉亞和帕里亞乾燥灌木叢還包括玛格丽塔岛，並向南延伸到大陸至庫馬納 (Cumaná)。